# 珊达·莱梅斯
珊达·莱梅斯（英語：Shonda Rhimes，1970年1月13日—），美国编剧，导演和电视製作人。莱梅斯最知名之处为制作和编写了医疗剧《实习医生格蕾》和《私人诊所》。2007年5月，她入选《时代》的百大最有影響力的人物之一。她还是医疗剧《隐世灵医》的執行製作人并制作了2012年4月5日播出的ABC电视剧《丑闻》。

## 生平
莱梅斯出生于芝加哥，是大学管理员和大学教授的女儿。莱梅斯和两个哥哥、两个姐姐住在伊利诺伊州森林公园南。她在高中时的时间花在做医院义工上并引发对住院环境的兴趣。高中毕业后她进入达特茅斯学院就读，在那里获得学士学位。在达特茅斯，她将她的闲暇时间分别用在小说，导演和表演戏剧之间。大学毕业后，她和兄姊搬迁到旧金山，并获得广告工作。莱梅斯后来搬迁到洛杉矶进入南加州大学电影艺术学院学习编剧。在班里她排名靠前并获得著名的加里·罗森伯格写作奖学金奖。随后她获得南加州大学电影电视学院获得了藝術創作碩士学位。

## 个人生活
2002年6月莱梅斯收养了她的第一个女儿哈珀，2012年2月收养了另一个女儿愛茉森‧柏爾。

## 影视作品
| 年份          | 片名                           | 参与 | 参与 | 参与   |
| 年份          | 片名                           | 导演 | 编剧 | 制作人 |
| ------------- | ------------------------------ | ---- | ---- | ------ |
| 1995年        | Hank Aaron: Chasing the Dream  | 是   | 否   | 否     |
| 1998年        | Blossoms and Veils             | 是   | 是   | 是     |
| 1999年        | Introducing Dorothy Dandridge  | 否   | 是   | 否     |
| 2002年        | 《穿越乡间路》                 | 否   | 是   | 否     |
| 2004年        | 《公主日记2》                  | 否   | 是   | 否     |
| 2005年–至今   | 《实习医生格蕾》               | 否   | 是   | 是     |
| 2007年–2013年 | 《私人诊所》                   | 否   | 是   | 是     |
| 2009年        | Inside the Box                 | 否   | 否   | 是     |
| 2009年        | Seattle Grace: On Call         | 否   | 否   | 是     |
| 2009年        | Seattle Grace: Message of Hope | 否   | 否   | 是     |
| 2011年        | 《隐世灵医》                   | 否   | 否   | 是     |
| 2012年        | Gilded Lilys                   | 否   | 否   | 是     |
| 2012年–至今   | 《丑闻》                       | 否   | 是   | 是     |
| 2014年–至今   | 《謀殺入門課》                 | 否   | 否   | 是     |